# Pseudoterinaea bicoloripes
Pseudoterinaea bicoloripes är en skalbaggsart som först beskrevs av Maurice Pic 1926.  Pseudoterinaea bicoloripes ingår i släktet Pseudoterinaea och familjen långhorningar.
Artens utbredningsområde är Laos. Inga underarter finns listade i Catalogue of Life.